# ゲニステイン
ゲニステイン（英:Genistein）は、良く知られているイソフラボンの一つである。ゲニステインやダイゼインのようなイソフラボンは、一次食材であるルピナス属、ソラマメ、クズやen:psoralea や薬草であるen:Flemingia vestita やコーヒーから見つかっている。抗酸化物質や駆虫薬の役割に加えて多くのイソフラボンは、ホルモンであるエストロゲンよって起こる生理作用を及ぼす動物とヒトのエストロゲン受容体に作用することを示してきている。イソフラボンは、非ホルモン作用も起こす。ゲニステインは、1899年にen:Genista tinctoriaから初めて抽出され、化合物の名前は属 (分類学)の名前に由来している。ゲニステインがprunetolと一致していることが発見された際に、ゲニステインの化合物の核が1926年に合成された。ゲニステインが化学的に合成できたのは1928年である。

## 生物学的効果

### 抗酸化物質
ゲニステインは、多くの他のイソフラボンと同様に抗酸化物質として作用し、組織中でフリーラジカルの損傷作用を弱めている。

### 癌との関連
ゲニステイン及びその他のイソフラボンは、（新しい血管の形成を阻害する）抗血管新生作用を有することが発見され、細胞分裂と細胞の存続（成長因子）をコントロールする体内の物質活性を阻害することにより多分に癌に関連した無秩序な細胞の増殖を阻止する可能性がある。様々な研究が、適切な濃度のゲニステインが前立腺癌 、子宮頸癌、脳腫瘍、乳癌及び大腸癌の防止効果を有していることを示している。エストロゲン拮抗剤を使用しない場合にエストロゲン依存乳癌の増殖速度をゲニステインが増加させるという報告がいくつかある。加えて、ゲニステインが細胞を放射線治療への感受性を高めることが示されているが 、植物エストロゲンの使用タイミングもまた重要である。
ゲニステインが白血病を治療することに有効であることがげっ歯類で示されており、他の白血病の治療薬と併用することにより効果を高めることができるとしている。
ゲニステインの主な活性作用は、チロシンキナーゼ阻害剤としてである。チロシンキナーゼは、セレン/スレオニンについてのキナーゼよりも広範な酵素ではないが、ほとんどすべての細胞の成長と増殖のシグナル伝達に関わっている。DNAトポイソメラーゼIIの阻害もまた、ゲニステインの細胞毒性作用での主要な役割を演じている 。ゲニステインは、抗CD19（en:CD19）抗体との共役を通じてプレB細胞を選択的にターゲットとしている。